# Подґуже (Ломжинський повіт)
Подґуже (пол. Podgórze) — село в Польщі, у гміні Ломжа Ломжинського повіту Підляського воєводства.
Населення — 588 осіб (2011).
У 1975-1998 роках село належало до Ломжинського воєводства.

### Історія
Село Подґуже розташоване поблизу міста Ломжа, одного з найстаріших міст Підляського воєводства. Історично цей регіон був важливим місцем для торгівлі й сільського господарства. У середні віки село було під впливом князівств і королівських маєтків, що сформувало його культуру та економіку. Після поділу Польщі село зазнало змін у політичному статусі, однак продовжувало розвиватися як частина важливого аграрного регіону. У часи Другої світової війни ці території були окуповані нацистськими та радянськими військами, що також залишило слід на долі населення.

### Промисловість
Головна діяльність у селі Подґуже завжди була пов'язана з сільським господарством. Регіон спеціалізується на вирощуванні зернових культур, овочів і тваринництві. Тут також є невеликі агропідприємства, які займаються переробкою сільськогосподарської продукції. Розвиток промисловості в регіоні дещо обмежений через сільський характер місцевості, однак близькість до Ломжі і розвинуту логістичну структуру забезпечує доступ до більш розвинутих економічних можливостей.
На території селі діє кілька мясопереробних підприємств, наприклад Ubojnia Rytel.

### Флора
Флора Подґуже відображає природні умови Підляського воєводства. Село оточене лісами, полями та луками, що створює умови для різноманітної рослинності. Ліси переважно складені з сосни, дуба, берези та ялини. В лісах є багато грибів, зокрема підберезовики, справжні осінні опеньки, боровики, польські гриби, червоний мухомори та зелений мухомор. 
Поля засіяні зерновими культурами, а луки вкриті різнотрав'ям. Також тут ростуть численні види лікарських рослин, які місцеві жителі використовують у народній медицині.

### Фауна
Фауна регіону також є досить різноманітною. У лісах поблизу Подґуже мешкають різні види ссавців, зокрема лисиці, зайці, кабани, благородні олені та лосі. Тут також багато птахів, серед яких можна зустріти лелек, орлів, чапель і дрібніших співочих пташок. Водойми, що знаходяться неподалік, є домівкою для амфібій і риб, зокрема коропа, окуня та щуки.
Подґуже є частиною екологічно чистого регіону, де збережена багата природна спадщина, яка приваблює туристів та любителів природи.

## Демографія
Демографічна структура станом на 31 березня 2011 року:
|          | Загалом | Допрацездатний вік | Працездатний вік | Постпрацездатний вік |
| -------- | ------- | ------------------ | ---------------- | -------------------- |
| Чоловіки | 303     | 90                 | 187              | 26                   |
| Жінки    | 285     | 65                 | 173              | 47                   |
| Разом    | 588     | 155                | 360              | 73                   |